# 柑子袋東
柑子袋東（こうじぶくろひがし）は、滋賀県湖南市にある地名。現行行政地名は柑子袋東一丁目から柑子袋東三丁目。住居表示実施済区域。

## 地理
湖南市の西部に位置し、西に柑子袋西、他は柑子袋と接している。

## 歴史

### 沿革
- 2021年（令和3年）2月8日 - 住居表示を実施に伴い、柑子袋の一部を分離し、柑子袋東一丁目から柑子袋東三丁目を設置[3]。

## 学区
市立小・中学校に通う場合、学区は以下の通りとなる（2022年4月時点）。
| 丁目           | 番・番地等 | 小学校             | 中学校             |
| -------------- | ---------- | ------------------ | ------------------ |
| 柑子袋東一丁目 | 全域       | 湖南市立三雲小学校 | 湖南市立甲西中学校 |
| 柑子袋東二丁目 | 全域       | 湖南市立三雲小学校 | 湖南市立甲西中学校 |
| 柑子袋東三丁目 | 全域       | 湖南市立三雲小学校 | 湖南市立甲西中学校 |

## その他

### 日本郵便
- 郵便番号 : 520-3236[1]（集配局 : 甲西郵便局[5]）。